# Corebo (nome)
Corebo  è un nome proprio di persona italiano maschile. 

## Varianti
- Maschili: Coroibo
- Femminili: Coreba[3]

### Varianti in altre lingue
- Francese: Corèbe
- Greco antico: Κόροιβος (Koroibos)[2][4]
- Inglese: Coroebus
- Latino: Coroebus[2], Coræbus[1]
- Russo: Кореб (Koreb)
- Spagnolo: Corebo

## Origine e diffusione
È un nome di scarsissima diffusione, derivante dal greco antico Κόροιβος (Koroibos), di origine incerta, forse pregreca.
È di tradizione sia classica, sia cristiana; nella mitologia greca, Corebo è il fondatore di Megara, mentre nell'Eneide Corebo è un giovane guerriero, figlio di Migdone di Frigia e pretendente di Cassandra: a causa di questo secondo personaggio, proverbialmente pazzo, il nome "Corebo" viene a volte utilizzato come sostantivo generico per indicare una persona folle, e proprio tale significato gli viene attribuito da alcune fonti.

## Onomastico
L'onomastico può essere festeggiato il 18 aprile, in memoria di san Corebo, prefetto di Messina convertito da sant'Eleuterio e martire a Roma sotto Adriano.

## Persone
- Corebo di Elide, atleta greco che, secondo la tradizione, avrebbe vinto la gara di corsa nei Giochi olimpici antichi del 776 a.C.